# Papillocithara
Papillocithara é um gênero de gastrópodes pertencente a família Mangeliidae.

## Espécies
- Papillocithara hebes Kilburn, 1992
- Papillocithara semiplicata Kilburn, 1992